# Harrisburg (Oregon)
Harrisburg és una població dels Estats Units a l'estat d'Oregon. Segons el cens del 2000 tenia 2.795 habitants.

## Demografia
Segons el cens del 2000, Harrisburg tenia 2.795 habitants, 989 habitatges, i 751 famílies. La densitat de població era de 674,5 habitants per km².
Dels 989 habitatges en un 43,2% hi vivien nens de menys de 18 anys, en un 60% hi vivien parelles casades, en un 11% dones solteres, i en un 24% no eren unitats familiars. En el 17,6% dels habitatges hi vivien persones soles el 6,1% de les quals corresponia a persones de 65 anys o més que vivien soles. El nombre mitjà de persones vivint en cada habitatge era de 2,83 i el nombre mitjà de persones que vivien en cada família era de 3,19.
Per edats la població es repartia de la següent manera: un 31,4% tenia menys de 18 anys, un 9,2% entre 18 i 24, un 32,5% entre 25 i 44, un 18,1% de 45 a 60 i un 8,8% 65 anys o més.
L'edat mediana era de 31 anys. Per cada 100 dones de 18 o més anys hi havia 99,3 homes.
La renda mediana per habitatge era de 40.106$ i la renda mediana per família de 41.953$. Els homes tenien una renda mediana de 34.509$ mentre que les dones 25.298$. La renda per capita de la població era de 15.822$. Aproximadament el 6,4% de les famílies i el 9,7% de la població estaven per davall del llindar de pobresa.

## Poblacions més properes
El següent diagrama mostra les poblacions més properes.